# Haliclona venustina
Haliclona venustina är en svampdjursart som först beskrevs av Patricia R. Bergquist 1961.  Haliclona venustina ingår i släktet Haliclona och familjen Chalinidae. Inga underarter finns listade i Catalogue of Life.